# Yen B

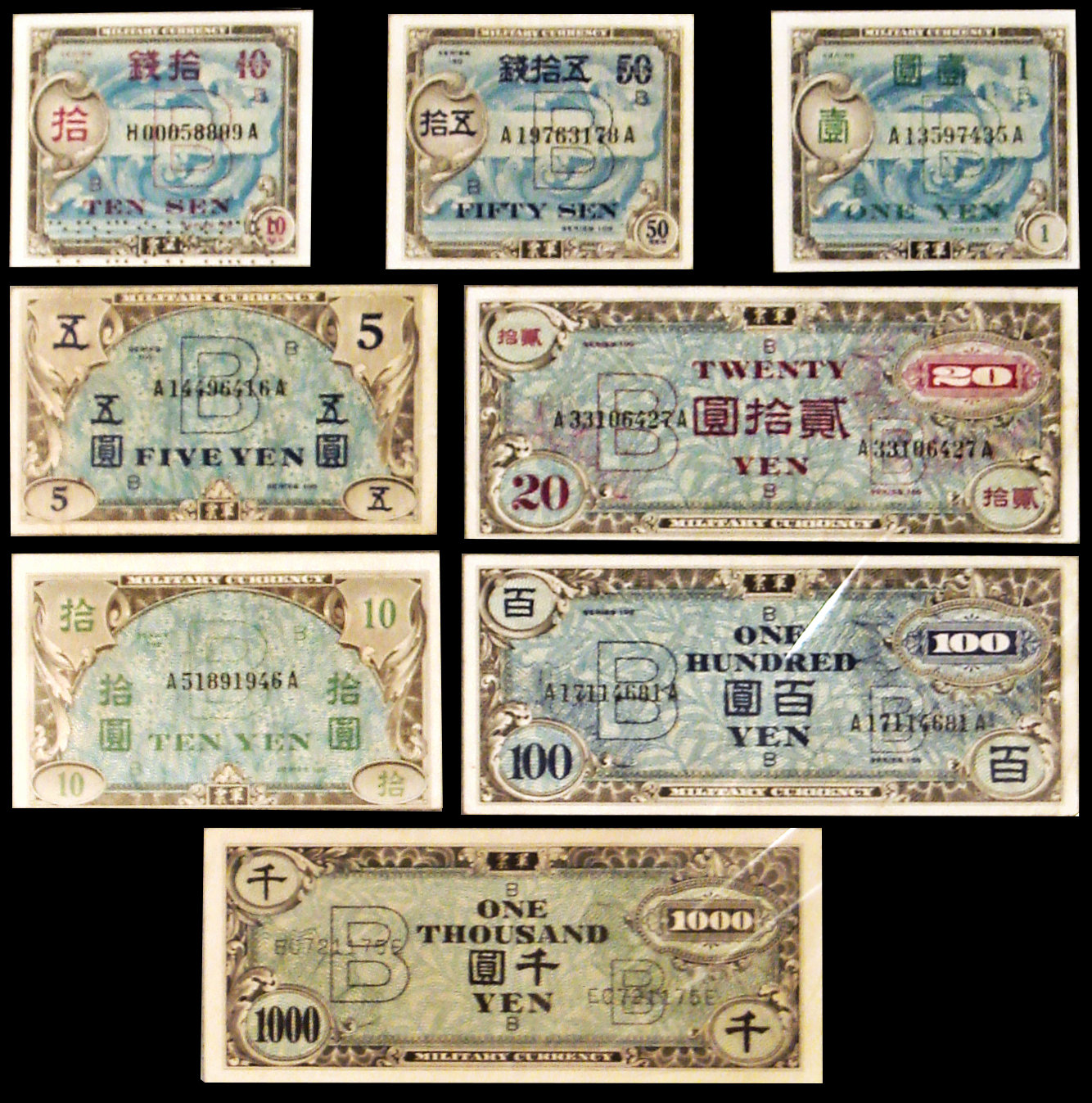
Série de billets de yen B (1945-1958).

Le yen B (B円, B en) est une forme de monnaie militaire utilisée dans la préfecture d'Okinawa par l'administration civile américaine des îles Ryūkyū de juillet 1948 à septembre 1958, nommée officiellement monnaie militaire de type B (B型軍票, B-gata gunpyō).

## Monnaie
Les billets de yen B étaient bleus ou verts et avaient huit valeurs différentes,.

## Histoire
Le nom « yen type B » vient du fait que, au début de l'occupation américaine de la préfecture d'Okinawa, l'armée américaine utilisa une monnaie séparée appelée « yen type A » tandis que le « yen type B » n'était utilisé que par les civils locaux. Durant la brève période entre la bataille d'Okinawa de 1945 et le début de l'occupation américaine, les îles passèrent à un système monétaire libre, basé sur le troc et les distributions de biens de la part des autorités, jusqu'à la réintroduction de la monnaie avec le yen B, l'introduction du nouveau yen japonais (le « nouveau yen » et le « yen B » étaient utilisés en même temps à cette époque), puis l'établissement du yen B comme seule monnaie légale.
Début 1948, le yen A fut déprécié, et le yen B fut utilisé aussi bien par les civils que les militaires.
Dans le reste du Japon occupé, l'utilisation du yen régulier continuait, une monnaie militaire fut introduite à Okinawa parce que, même à cette époque, le gouvernement militaire américain des îles Ryūkyū voulait prolonger l'occupation d'Okinawa longtemps après la fin de celle du Japon. Des actions furent entreprises pour prévenir l'inflation qui résulterait d'un afflux illégal de yen régulier en provenance du Japon, et une fois que l'économie d'Okinawa fut considérée comme suffisamment stable, le yen B fut aboli et remplacé par le dollar américain,.
Après une annonce de Donald Prentice Booth (en) (haut-commissaire des îles Ryūkyū et commandant-général de l'armée américaine dans les îles) le 16 septembre 1958, le yen B fut remplacé par le dollar, avec un taux de change de 120 yen B pour 1 dollar, alors que celui du yen régulier du Japon était de 360 yen pour 1 dollar. Cette action visait, en partie, à encourager les investissements étrangers en alignant l'économie d'Okinawa sur un standard international, bien qu'il soit souvent affirmé que cela contribuait significativement à la dépendance de l'économie d'Okinawa envers l'économie des États-Unis et celles des bases américaines situées sur l'île.
Le professeur Michiko Iha de l'université des Ryūkyū affirme que le yen B faisait partie d'un plan des autorités d'occupation pour conserver le dollar fort et le yen faible afin de construire et de maintenir les bases à bas prix.